# Gottfried Bacher

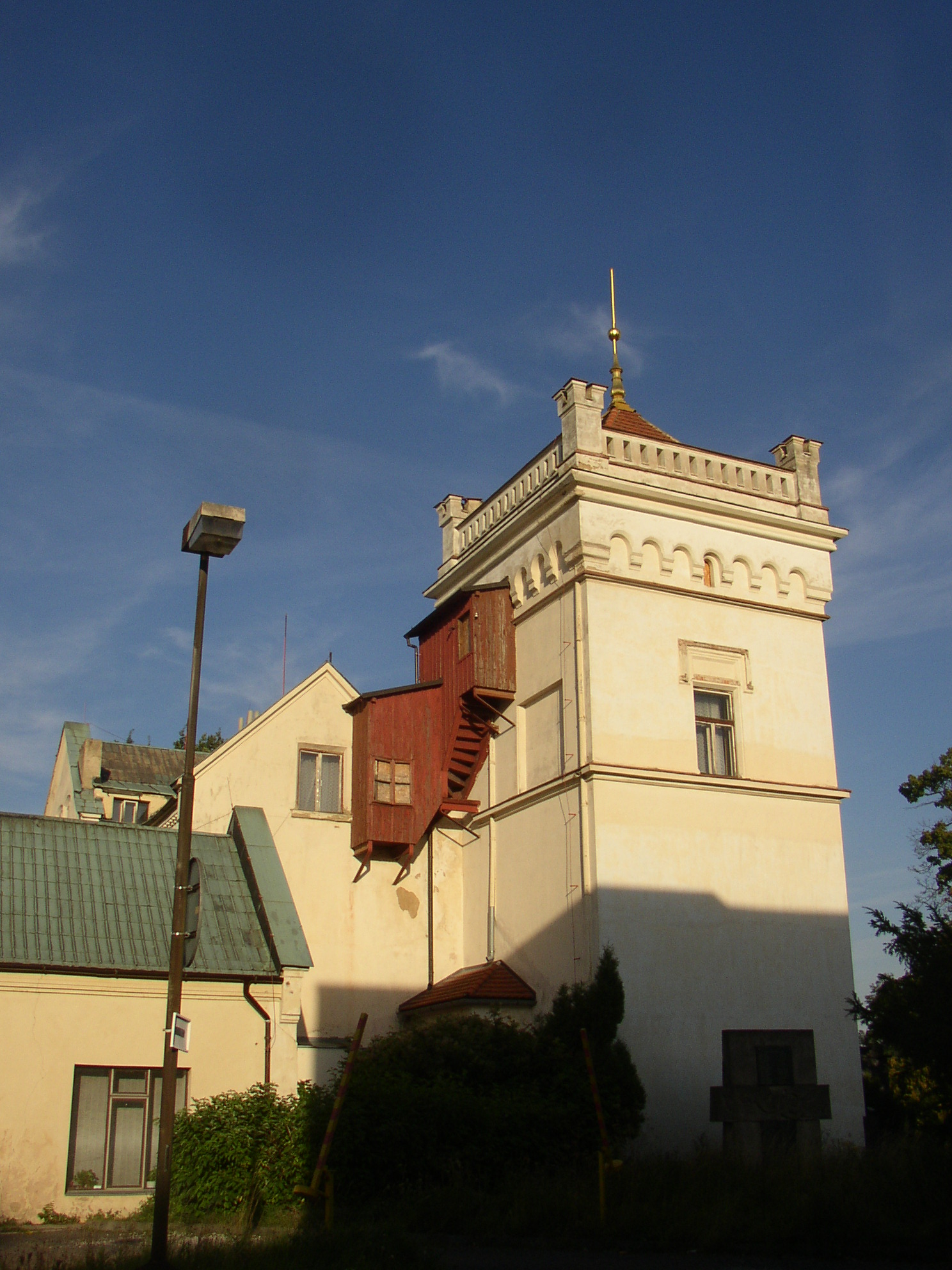
Vila Bachrovna v Kladně

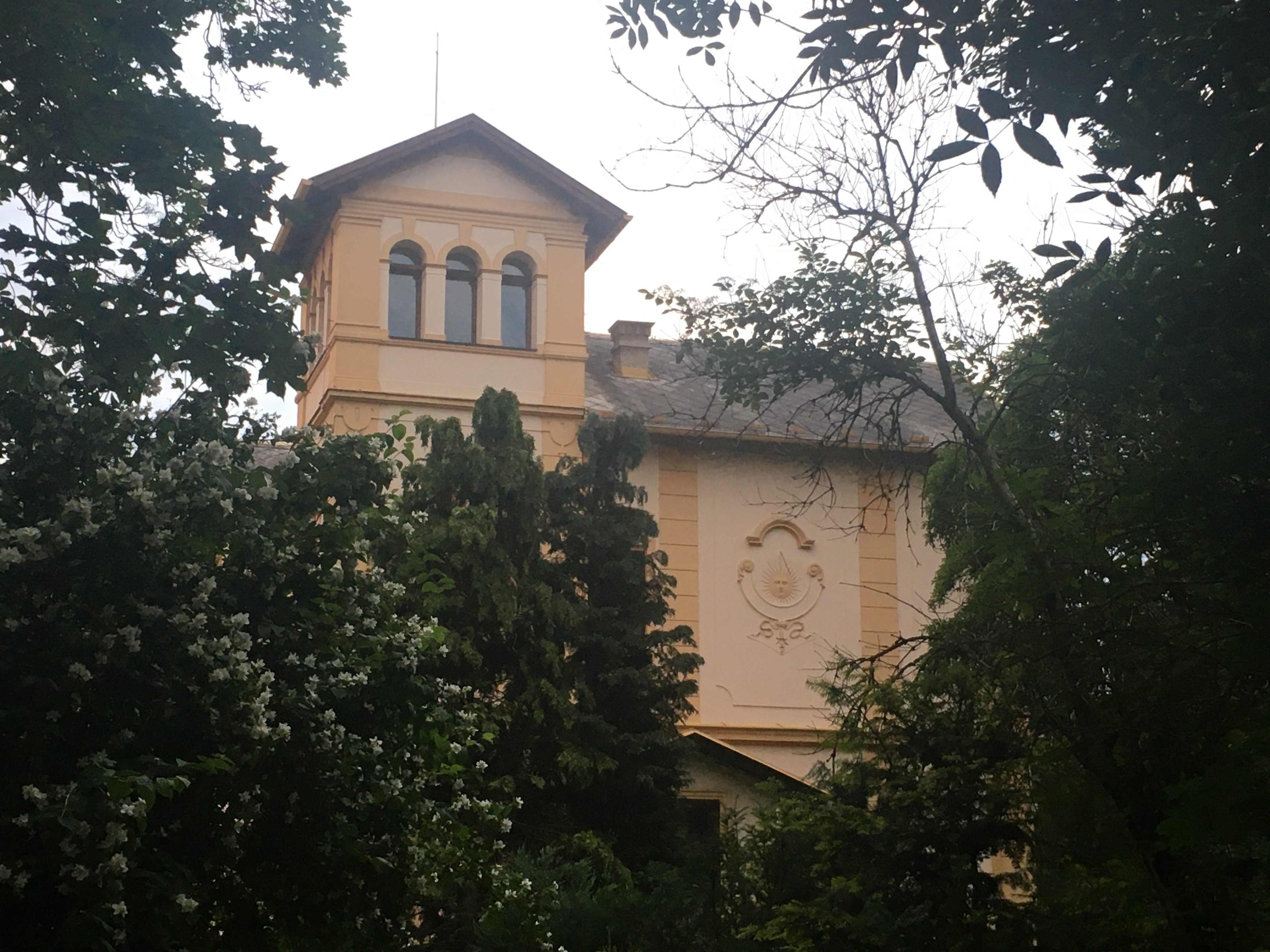
Bachrova vila na Nouzově

Gottfried (Bohumír) Bacher (7. listopadu 1838, Mühlbach – 25. června 1897, Nouzov) byl rakouský důlní odborník, ředitel Pražské železářské společnosti v Kladně, spoluzakladatel Poldiny hutě a ředitel rudných dolů v Nučicích, nechvalně známý potlačením stávky horníků v Kladně v roce 1889.

## Biografie
Absolvent Báňské akademie v Banské Štiavnici. Zemřel náhle ve své (druhé) letní vile na Nouzově v Unhošti (Zahradní ulice čp. 284), byl pohřben 27. června 1897 v rakouském Brambergu.
Je po něm nazvána vila Bachrovna v Kladně, kulturní památka. SONP Poldi založily v roce 1975 ve vile Muzeum Poldi. Od roku 1995 byly provozovatelem muzea věnovaného vývoji kladenského hutnictví a s ním spojeného strojírenství Strojírny Poldi, s.r.o.

## Hornické stávky
Bacher byl znám jako dobrý technik, ale k dělníkům se choval tvrdě. Kvůli zajištění větší konkurenceschopnosti podniku požadoval od dělníků více práce za méně peněz. Zavedl tzv. Lípačky, což bylo posunutí směn a přidání další, která končila až v neděli ráno. Dělníci byli více unavení, trávili méně času s rodinami, nosili domů méně peněz. Rodiny proto měly méně jídla, ženy horníků byly nespokojené, špatná nálada se šířila v rodinách i mezi lidmi. Nedobrá finanční situace rodin horníků i nerovnost pracovních podmínek a platů v různých odvětvích vyústila v silné nepokoje. Obdobně to však vypadalo i v jiných průmyslových oblastech.
První stávka v Kladenském revíru proběhla na dole Mayrau i v dalších dolech v 25. května 1889 a do Kladna vpochodoval uklidnit situaci 11. pěší pluk. Po slavnosti Božího těla dne 20. června 1889 obklopil Bacherovo vilu rozbouřený dav, který ji vyraboval a zapálil. Výstražné výstřely četníků zasáhly na protějším, tehdy nezastavěném poli a na hradbě tři děti, které zraněním podlehly. Dav ještě poškodil dům starosty Josefa Hraběte a do města přijel znovu 11. pěší pluk. Bacher i starosta Hrabě uprchli a na místo starosty nastoupil Jaroslav Hruška.
Další velká stávka proběhla o deset let později.
K dalším nepokojům a změnám došlo ale i později po Bacherově smrti, například v roce 1918 v souvislosti se změnou státního uspořádání, kdy bylo náhle špatné vše rakouské a vše církevní. V hutích bylo dvojvládí, úředníci byli přesunuti či odvoláni a v Kladně byly poničeny a rozkradeny některé církevní památky.

## V kultuře
Velká stávka a rabování vily ředitele Bachera v roce 1889 se objevuje také v mnoha vydáních románu Siréna od Marie Majerové z roku 1935. Stejnojmenný film z roku 1947 zfilmoval režisér Karel Steklý a získal hlavní ocenění Velkou mezinárodní cenu Benátek na tamním filmovém festivalu v roce 1947.